# Димитър Титизов
Димитър (Димчо) Титизов е изтъкнат български общественик от Македония.

## Биография
Титизов е роден в 1902 година в Скопие, тогава в Османската империя, днес Северна Македония. Завършва право в Софийския университет и е един от инициаторите за създаването на Македонския младежки съюз. Димитър Титизов е избран последователно за негов секретар, подпредседател и председател.
При разкола във ВМРО след убийството на Александър Протогеров, подкрепя крилото на Иван Михайлов. Убит е в 1929 година от протогеровисти.